# PCGamesN
PCGamesN — британський онлайн-журнал про відеоігри, присвячений комп’ютерним іграм та апаратному забезпеченню. Він має постійну команду з понад дюжини письменників і є найстарішим сайтом у власності та під керуванням видавничої групи Network N.

## Історія
Материнська компанія Network N була заснована Джеймсом Біннсом (раніше з Future Publishing) наприкінці травня 2012 року. PCGamesN було запущено наступного місяця.
Перший веб-сайт PCGamesN було розроблено для розміщення традиційних ігор разом зі зведеним і створеним користувачами вмістом, який представлявся читачеві на каналах, присвячених основним ігровим франшизам. Протягом двох змін дизайну з моменту запуску, він повністю охопив більш традиційний підхід, і тепер забезпечує оригінальне охоплення всієї гами комп’ютерних ігор та апаратного забезпечення.
До групи запуску входив Тім Едвардс, колишній редактор PC Gamer. У серпні 2012 року у PCGamesN додали десять нових каналів і двох нових авторів із загальною кількістю семи штатних авторів. У Веб-сайт додали редакцію GamesMaster та офіційного журналу PlayStation у 2015 році, особливо новий головний редактор Джоел Грегорі. У 2017 році Грегорі залучив співробітників з Edge Magazine і Kotaku UK, завершив перехід сайту від його експериментальної першої форми та проконтролював редизайн, оприлюднивши поточний макет PCGamesN у серпні 2018. Відтоді Network N запустила або перезапустила інші власні сайти (The Loadout, Pocket Tactics, Wargamer і The Digital Fix) на основі нового вигляду та технології PCGamesN.
Бен Максвелл поставили на посаду редактора PCGamesN у травні 2018 року, а в листопаді 2020 року він приступив до нової керівної ролі у видавничій групі Network N. Його змінив поточний редактор Річард Скотт-Джонс.